# Jürgen Wenge
Jürgen Wenge (* 10. Dezember 1962 in Recklinghausen, Nordrhein-Westfalen) war von März 2010 bis zum 31. August 2020 Generalvikar des Katholischen Bistums der Alt-Katholiken in Deutschland.

## Leben
Wenge wuchs in Waltrop, einer Kleinstadt am Rand des Ruhrgebietes, auf, wo er 1982 am Theodor-Heuss-Gymnasium das Abitur ablegte. Von 1982 bis 1987 studierte er an der Westfälischen-Wilhelms-Universität Münster und der Ludwig-Maximilians-Universität München römisch-katholische Theologie und Philosophie.
Am 10. Januar 1988 wurde er im Hohen Dom zu Münster von Bischof Reinhard Lettmann zum Diakon geweiht. Daran schloss sich eine einjährige Diakonatszeit in Geldern am Niederrhein an. Nach seiner Priesterweihe durch Bischof Lettmann am 14. Mai 1989 in Münster wirkte er bis 1993 als Kaplan an der Pfarrkirche St. Agatha in Mettingen und als Dekanatsjugendseelsorger des Dekanates Mettingen. Es folgten kurzzeitige Stellen als Pfarrverweser an der Kirche St. Dionysius in Recke und St. Johannes-Nepomuk in Burgsteinfurt. Von 1994 bis 1996 war Wenge Hochschul- und Studentenpfarrer an der Katholischen Hochschulgemeinde (KHG) Münster. 
1996 wechselte er in das deutsche Alt-Katholische Bistum. Hier war er von 1996 bis 2006 Pfarrer der Pfarrgemeinde Offenbach am Main und hessischer Dekanatsjugendseelsorger sowie Mitarbeiter im Notfallseelsorgeteam der Stadt Offenbach. 1997 übernahm er zusätzlich die Aufgaben des Bistumsjugendreferenten.
Im Sommer 2006 wurde Wenge nach seiner Wahl durch die Gemeindeversammlung Pfarrer der durch den Tod von Dechant Wolfgang Kestermann verwaisten Pfarrstelle der alt-katholischen Pfarrgemeinde Christi Auferstehung in Köln. Im Herbst desselben Jahres wurde er Dekan (Dechant) für das alt-katholische Dekanat Nordrhein-Westfalen.
Von Oktober 2007 bis August 2020 war er Mitglied der Synodalvertretung (kirchenleitendes Gremium des Alt-Katholischen Bistums).
Jürgen Wenge ist seit 1997 mit Marion Wenge verheiratet. Das Ehepaar hat zwei Kinder.

## Generalvikar
Im März 2010 ernannte der neu gewählte alt-katholische Bischof Matthias Ring Wenge zum Generalvikar des Bistums. Im Juni 2020 ernannte Bischof Matthias Ring Anja Goller als erste Frau in diesem Amt zu Wenges Nachfolgerin, der das Amt auf eigenen Wunsch hin niederlegte.